# Colin Higgins (Drehbuchautor)
Colin Higgins (* 28. Juli 1941 in Nouméa, Neukaledonien, Frankreich; † 5. August 1988 in Los Angeles, Kalifornien) war ein australischer Schriftsteller, Filmregisseur und Drehbuchautor.

## Werdegang
Colin Higgins studierte Ende der 1960er Jahre an der Universität Los Angeles und nahm dort an einem Drehbuchseminar teil. Seine Abschlussarbeit dieses Seminars war das Drehbuch „Harold und Maude“ über die Liebe eines 18-Jährigen zu einer 80-Jährigen. 1971 verfilmte Hal Ashby das Buch mit Bud Cort als Harold und Ruth Gordon als Maude. Im selben Jahr brachte Higgins die Geschichte um Harold und Maude auch als Roman heraus. Zwischen 1978 und 1982 führte er bei drei Hollywood-Komödien Regie. Colin Higgins starb acht Tage nach seinem 47. Geburtstag in Beverly Hills an Aids.

## Filmografie
als Drehbuchautor:
- 1971: Harold und Maude (Harold and Maude) – Regie: Hal Ashby
- 1973: The Devil’s Daughter – Regie: Jeannot Szwarc
- 1976: Trans-Amerika-Express (Silver Streak) – Regie: Arthur Hiller
- 1987: Out on a Limb – Regie: Robert Butler

als Regisseur und Drehbuchautor:
- 1978: Eine ganz krumme Tour (Foul Play)
- 1980: Warum eigentlich … bringen wir den Chef nicht um? (Nine to Five)
- 1982: Das schönste Freudenhaus in Texas (The Best Little Whorehouse in Texas)